# Стурза, Василий
Василий Стурза (рум. Vasile Sturza; род. 13 марта 1953, с. Кабаешты, Каларашский район, Молдавская ССР, СССР) — молдавский государственный деятель, юрист и дипломат.
Первый заместитель генерального прокурора Республики Молдова (1991—1994, 1998—1999). Министр юстиции Республики Молдова (1994—1998). Чрезвычайный и полномочный посол Республики Молдова в Болгарии, Сербии и Черногории, Македонии и Албании (2003—2005). Чрезвычайный и полномочный посол Республики Молдова в Российской Федерации и Казахстане (2005—2008). Советник президента Республики Молдова в области реинтеграции (2011—2016).

## Биография
Родился 13 марта 1953 в селе Кабаешты Каларашского района Молдавской ССР.

### Образование
В 1977 окончил юридический факультет Кишинёвского государственного университета имени В. И. Ленина.

### Трудовая деятельность
После окончания университета, с 1977 по 1981 работал инспектором и помощником прокурора Ниспоренского района.
С 1981 по 1985 — прокурор прокуратуры Молдавской ССР.
С 1985 по 1988 — прокурор Рыбницкого района Молдавской ССР.
С 1988 по 1991 — начальник отдела прокуратуры Молдавской ССР.
С 1991 по 11 мая 1994 — первый заместитель генерального прокурора Республики Молдова.
С 5 апреля 1994 по 21 мая 1998 — министр юстиции Республики Молдова в правительствах Андрея Сангели и Иона Чубука. Член Комиссии по вопросам гражданства при президенте Республики Молдова.
С 4 июня 1998 — заместитель, с 22 октября 1998 по 21 октября 1999 — первый заместитель генерального прокурора Республики Молдова. Член коллегии Прокуратуры.
В 2000 был назначен специальным представителем президента Республики Молдова в процессе переговоров по приднестровскому вопросу (должность аналогична нынешней должности вице-премьер-министра по реинтеграции). Оставался в должности до 2003.
1 августа 2000 присвоен классный чин «государственный советник Республики Молдова I класса».
С 30 апреля 2003 по 19 сентября 2005 — чрезвычайный и полномочный посол Республики Молдова в Болгарии, а также по совместительству в Сербии и Черногории и Македонии (с 15 октября 2003) и Албании (с 24 ноября 2003).
С 19 сентября 2005 по 25 сентября 2008 — чрезвычайный и полномочный посол Республики Молдова в Российской Федерации, а также по совместительству в Казахстане (с 5 июля 2006).
С 1 апреля 2011 по 22 декабря 2016 — советник президента Республики Молдова в области политики и реинтеграции.

## Семья
Женат, есть сын и дочь.

## Награды
- Орден «Трудовая слава» (13 марта 2003) — за долголетний плодотворный труд в области юриспруденции, значительный вклад в проведение судебно-правовой реформы и активное участие в процессе реинтеграции республики[31]
- Орден Почёта (13 марта 2014) — за долголетний плодотворный труд в органах публичного управления, значительный вклад в становление правового государства и активную организаторскую деятельность[32]